# Тринидад и Тобаго
Тринидад и Тобаго (енгл. Trinidad and Tobago), или званично Република Тринидад и Тобаго (енгл. Republic of Trinidad and Tobago), је острвска држава у Карибима, северно од Јужне Америке, у Средњој Америци. Смештена је близу североисточне обале Венецуеле, јужно од Гренаде. Границу на мору дели са Барбадосом према североистоку, Гренадом према северозападу, Гвајаном према југоистоку, и Венецуелом према југу и западу.
Тринидад и Тобаго заузима површину од 5.131 км² и обухвата два већа острва, Тринидад и Тобаго, и бројна мања. Подељен је на девет региона и смештен је ван појаса урагана.
Острво Тринидад се налазило у саставу Шпанске империје од доласка Кристифора Колумба 1498. до капитулације шпанског гувернера, Хосе Марија Чакона 18. фебруара 1797. када је Велика Британија заузела острво. У овом раздобљу, острво Тобаго је било у поседу Шпанаца, Британаца, Француза, Холанђана и Војводства Курландија. Острва Тринидад и Тобаго су уступљена Великој Британији Амијенским миром 1802. године. Тринидад и Тобаго је добио независност 1962. године, да би 1976. постао република. За разлику од већине држава енглеског говорног подручја на Карибима, индустрија је окосница привреде, првенствено нафтна и петрохемијска.

## Географија

### Положај
Тринидад и Тобаго је острвска држава на југоистоку Антила. Налази се између 10°2' и 11°12' СГШ и 60°30' и 61°56' ЗГД. Острво Тринидад је од Венецуеле удаљено 11 км. Ова држава заузима површину од 5128 km², и састоји се од два главна острва, Тринидада и Тобага и бројних мањих острва међу којима су Чакачаре, Монос, Уевос, Гаспар Гранде, Мали Тобаго, и Сент Џајлс. Острво Тринидад заузима површину од 4768 km², што је 93% површине државе. Острво Тобаго се простире на 300 km², или 5,8% територије државе.

### Геологија и рељеф
Тринидад и Тобаго лежи на јужноамеричком континенталном гребену, те стога геолошки припада Јужној Америци. Међутим, Западне Индије се углавном сматрају делом Северне Америке а с обзиром да Тринидад и Тобаго није културно и језички повезан са Јужном Америком, већ са карипским нацијама које говоре енглеским језиком, ова земља се најчешће сврстава у Северну Америку.
Рељефом острва доминирају планине и равнице. Највиши врх је Серо дел Арипо на Северном ланцу висине 940 m.

### Воде
Температура воде је између 25 °C и 28 °C током целе године.

### Клима
Клима на острвима је тропска са мало промена у вршним температурама током године. Просјечна годишња температура је 28 °C. Током топлијих дана, током дана може да достигне температуру од око 34 °C, при чему температура током ноћи падне испод 20 °C. На Тринидаду је мало топлије него на Тобаго.
Због тога се годишња доба одликује температурним разликама него различитим падавинама.
Кишна сезона је од јуна до децембра, од јануара до маја траје сува сезона. У сувим месецима око 70mm кише пада месечно, док у влажној сезони може бити око 200mm. У кишној сезони очекују се тешке тропске туре, посебно поподне. Свеукупно, просечне годишње падавине су најмање 2.500mm. Најтежи месеци су јун и јул, најсушнији месеци су фебруар и март. Тада је влажност око 77% у подношљивим условима. Може се повећати у кишној сезони до 87%..

### Флора и фауна
Будући да Тринидад и Тобаго лежи на континенталном појасу Јужне Америке и да је у давним временима био физички повезан са копном Јужне Америке, његова биолошка разноликост другачија од већине других карипских острва, и има много више заједничког са Венецуелом. Главни екосистеми су: приобални и морски (корални гребени, мочваре мангрова, отворени океани и корита морске траве); шума; слатководне (реке и потоци); карст; екосистеми које је створио човек (пољопривредно земљиште, слатководне бране, секундарна шума); и савана.
Тринидад и Тобаго су 1. августа 1996. ратификовали Конвенцију о биолошкој разноврсности из Рија из 1992. године и сачинили су акциони план за биодиверзитет и четири извјештаја који описују допринос земље очувању биодиверзитета. Ови извештаји су формално признали значај биодиверзитета за добробит становника земље кроз пружање услуга екосистема.
Тринидад и Тобаго је познат по великом броју врста птица и популарна је дестинација за посматраче птица.

Захваљујући контролној листи, разноликост биљака у Тринидаду и Тобагу је добро документована са око 3.300 врста (59 ендемских). Упркос значајној сечи, шуме и даље покривају око 40% земље, а постоји око 350 различитих врста дрвећа. Значајно је маничелово дрво које је изузетно отровано за људе, па чак и само додиривање његовог сока може изазвати озбиљне пликове на кожи; дрво је често прекривено знаковима упозорења. Земља је имала индекс интегритета шумског пејзажа за 2019. просјечну оцјену 6,62/10, што га сврстава на 69. место у свету од 172 земље.

## Историја

### Аутохтони народи
И Тринидад и Тобаго су првобитно населили Американци који су дошли кроз Јужну Америку. Тринидад су први населили архаични људи пре пољопривреде пре најмање 7.000 година, што га чини најранијим насељеним делом Кариба. Траг Банвари на југозападном Тринидаду најстарије је атестирано археолошко налазиште на Карибима, датирано око 5000 година пре нове ере. Током наредних векова догодило се неколико таласа миграција, што се може идентификовати по разликама у њиховим археолошким остацима. У време европског колонијализма, Тринидад су окупирале разне групе које говоре аравачки, укључујући Непоју и Супоју, и групе које говоре карибански језик, попут Ја, док су Тобаго окупирали острвски Кариби и Галиби. Тринидад је био познат домороцима као „Јери“ („Земља колибри“).

### Колонијални период
Острво Тринидад открио је Кристифор Колумбо 31. јула 1498. Назвао га је Тринидад према Светом тројству. Староседеоци на острву су била индијанска племена Аравак и Кариби. Од 1532. Шпанци су почели заробљавати Индијанце, претварати их у робове и одводити на рад на друга острва у Карипском мору. Од 1592. Шпанци су трајно присутни на острву. Антонио де Берио је исте године острво Тринидад службено прогласио шпанским поседом. Већину становника острва су чинили домаћи и црни робови из Африке. На острву Тринидад развиле су се велике плантаже шећерне трске. Након победе Британаца над удруженом француско-шпанском флотом у бици код рта Свети Винсент 14. фебруара 1797, Британци су окупирали Тринидад. Французи су се одрекли Тринидада 1802. (Амијенски мир).
Након укидања ропства на острву 1843, дошло је до увоза јефтине радне снаге из Индије.
Тобаго је открио Колумбо 1498. У почетку се звао „Бела форма“, а касније је преименован у Тобаго. За разлику од Тринидада, Тобаго је константно мењао власника у ратовима између Француске, Холандија и Енглеске. Париским миром из 1763, Тобаго је Француска уступила Великој Британији. Од 1814. Тобаго је у сталном британском поседу.
Од 1889. Тринидад и Тобаго је заједничко име колоније у поседу Велике Британије. Године 1958. Тринидад и Тобаго постаје члан Западноиндијске Федерације, а 1962. је прогласио самосталност. Странка 
Народни национални покрет је победила на изборима, а њен лидер 
Ерик Еустас Вилијамс је постао први премијер 1962—1981. Тринидад и Тобаго је 1962. приступио Комонвелту.

### 20. век
Тринидад и Тобаго стекао је независност од Уједињеног Краљевства 31. августа 1962. Елизабета II је остала шеф државе као краљица Тринидада и Тобага, коју је локално представљао генерални гувернер Соломон Хочој. Ерик Вилијамс из ПНМ -а, угледни историчар и интелектуалац кога се сматра оцем нације, постао је први премијер, који је у том својству служио без прекида до 1981.
Доминантна фигура опозиције у првим годинама независности био је Рудранат Капилдео из ДЛП -а. Шездесетих година 20. века дошло је до успона покрета Црне моћи, делимично инспирисаног покретом за грађанска права у Сједињеним Државама. Протести и штрајкови постали су уобичајени, са догађајима који су дошли у априлу 1970. када је полиција убила демонстранта по имену Бејсил Дејвис. У страху од кршења закона и реда, премијер Вилијамс је прогласио ванредно стање и ухапсио многе челнике црне силе. Неке војсковође који су били наклоњени покрету Црне моћи, нарочито Рафикве Шах и Рек Ласејл, покушали су да подигну буну; међутим, ово је поништила Обалска стража Тринидада и Тобага. Вилијамс и ПНМ су задржали власт, углавном због подела у опозицији.
Године 1963. Тобаго је погодио ураган Флора, који је убио 30 људи и резултирао огромним разарањима широм острва. Делимично као резултат тога, туризам је у наредним деценијама заменио пољопривреду као главни приход острва.
Између 1972. и 1983. године, земља је увелико профитирала од растућих цена нафте и открића огромних нових налазишта нафте у њеним територијалним водама, што је резултирало економским процватом који је знатно повећао животни стандард. 1976. земља је постала република у оквиру Комонвелта, иако је задржала Правосудни комитет као свој коначни апелациони суд. Позиција генералног гувернера замењена је позицијом председника; Елајас Кларк је први имао ову углавном церемонијалну улогу. Тобаго је добио ограничену самоуправу стварањем Скупштине Дома Тобага 1980.
Вилијамс је умро 1981. године, а на његово место дошао је Џорџ Чејмберс који је државу водио до 1986. До тог тренутка пад цена нафте резултирао је рецесијом, узрокујући растућу инфлацију и незапосленост. Главне опозиционе странке ујединиле су се под заставом Националне алијансе за обнову (НАР) и победиле на општим изборима 1986. у Тринидаду и Тобагу, а лидер НАР -а А. Н. Р. Робинсон постао је нови премијер. Робинсон није могао одржати заједно крхку коалицију НАР -а, а друштвене немире изазвале су његове економске реформе, попут девалвације валуте и имплементације Програма структурног прилагођавања Међународног монетарног фонда.
Године 1990. 114 припадника Џамат ал Муслимена, предвођених Иасином Абу Бакром (раније познатим као Ленок Филип) упало је у Црвену кућу (седиште парламента), а телевизија Тринидад и Тобаго, једина телевизијска станица у земљи у то време, држећи Робинсона и владу земље као таоце шест дана пре предаје. Вођама пуча обећана је амнестија, по предаји су потом ухапшени, али су касније пуштени након дуготрајних правних препирки.
ПНМ се под водством Патрика Манинга вратио се на власт након општих избора у Тринидаду и Тобагу 1991. Надајући се да ће искористити побољшање економије, Манинг је расписао превремене изборе 1995. године, међутим, то је резултирало блокираним парламентом. Два представника НАР-а подржала су опозициони Уједињени национални конгрес (УНЦ), који се одвојио од НАР-а 1989. године, и тако су преузели власт под Басдеом Пандајом, који је постао први премијер Индо-Тринидадије у земљи. Након периода политичке забуне изазване низом неуверљивих изборних резултата, Патрик Манинг се вратио на власт 2001. године, задржавајући ту позицију до 2010.
Од 2003. земља је ушла у други нафтни бум, а нафта, петрохемија и природни гас и даље су окосница економије. Туризам и јавне услуге су главни стуб економије Тобага, иако су власти покушале да диверзификују острвску привреду. Корупцијски скандал резултирао је Манинговим поразом од новоформиране коалиције Народно партнерство 2010. године, при чему је Камла Персад-Бисесар постала прва жена премијерка у земљи. Међутим, оптужбе за корупцију омаловажиле су нову администрацију, а ПП је поражен 2015. од ПНМ -а под руководством Кита Раулија. У августу 2020. године, владајући Народни национални покрет победио је на општим изборима, што значи да ће актуелни премијер Кит Раули служити други мандат.

## Становништво
С обзиром да већина становништва живи на острву Тринидад тамо се налазе и најважнији градови. На острву Тринидад најважнији градови су: главни град Порт ов Спејн; Сан Фернандо, и Чагванас. Највећи град на острву Тобаго је Скарборо.
Старосна структура: 
- 0-14 година: 25% (мушки 151,736; жене 146,135)
- 15-64 година: 68% (мушки 410,668; жене 389,303)
- 65 година и више: 7% (мушки 34,559; жене 43,122) (2000, процена)
- Природни прираштај: -0,49% (2000, процена)
- Етничке групе: Индијци (емигранти из источне Индије) 40,3%, потомци афричких црнаца-робова 39,5%, мешанци 18,5%, белци 0,6%, остали 1,2% (то су кинези и потомци староседеоца - Кариби)
- Религије: римокатоличанство 29,4%, хиндуизам 23,8%, англиканство 10,9%, ислам 5,8%, презбитеријанци 3,4%, остали 26,7%

Уз службени енглески, говоре се и хинди, шпански, француски и кинески језик.

## Административна подела
Тринидад је подељен на 14 регионалних корпорација и општина, које се састоје од девет региона и пет општина, које имају ограничен ниво аутономије. Разни савети се састоје од мешавине изабраних и именованих чланова. Избори се одржавају сваке три године. Земља је раније била подељена на округе.

## Привреда
Тринидад и Тобаго је најразвијенија држава и једна од најбогатијих на Карибима и уврштен је у првих 40 (подаци из 2010) од 70 земаља са високим приходима у свету. Његов бруто национални доходак по становнику САД 20.070 УСД (бруто национални доходак из 2014. према методи Атлас) један је од највећих на Карибима. У новембру 2011. године ОЕЦД је Тринидад и Тобаго уклонио са своје листе земаља у развоју. Економија Тринидада је под снажним утицајем нафтне индустрије. Туризам и производња су такође важни за локалну економију. Туризам је растући сектор, посебно на Тобагу, иако је пропорционално много мање важан него на многим другим карипским острвима. Пољопривредни производи укључују цитрусе и какао. Такође испоручује произведену робу, нарочито храну, пића и цемент, у карипски регион.

## Култура
Тринидад и Тобаго има разнолику културу у којој се мешају индијски, афрички, креолски, кинески, амерички, арапски и европски утицаји, одражавајући различите заједнице које су се вековима иселиле на острва. Острво је посебно познато по годишњим карневалским прославама.
Фестивали укорењени у различитим религијама и културама које се практикују на острвима су такође популарни, као што су Божић, Дан независности, Дан републике, Дивали, Дан доласка Индије, Пагвах (Холи), Науратри, Дусехра, Маха Шивратри, Кришна Јанмаштами, Рам Науми, Хануман Јајанти, Ганеш Утсав, Дан еманципације, Дан ослобођења духовних баптиста/викача, Ускрс, Велики четвртак, Велики петак, Нова година, Дан бокса, празник Тијелова, Дан свих душа, Дан свих светих, Хосај, Рамазански бајрам, Курбан-бајрам, Мавлид, аутохтони фестивал Санта Роса и кинеска Нова година.

### Књижевност
Тринидад и Тобаго полажу право на два нобеловца, Видјадара Сураџпрасада Најпола и Дерека Волкота, рођеног у Светој Луцији (који је такође основао Тринидадску позоришну радионицу).

### Уметност и дизајн
Тринидадски дизајнер Петер Минсшал познат је не само по карневалским костимима, већ и по улози у церемонијама отварања Олимпијских игара у Барселони, Светског купа ФИФА 1994, Летњих олимпијских игара 1996. и Зимских олимпијских игара 2002. за које је освојио награду Еми.

### Музика
Стилпан је измишљен на Тринидаду. Таса је популаран ансамбл удараљки индијског порекла који је популаран у Тринидаду и Тобагу.

### Плес
Плес лимбо настао је у Тринидаду као догађај који се догодио у будном стању на Тринидаду. Лимбо има афричке корене. 1950 -их година популаризовала га је пионирка плеса Џулија Едвардс (позната као "Прва дама Лимба") и њено друштво које се појавило у неколико филмова. Беле, Бонго и кукање су такође плесне форме са афричким коренима.
Такође су популарни џез, балет, модерни и плес салсе.

### Спорт
Крикет је популаран спорт Тринидада и Тобага, који се често сматра националним спортом, а постоји и интензивно ривалство међу острвима са карипским суседима.
Фудбалски савез такође је популаран спорт у Тринидаду и Тобагу. Мушка фудбалска репрезентација први пут се пласирала на Светско првенство у фудбалу 2006. победивши Бахреин у Манами 16. новембра 2005. године, чиме је постала друга најмања држава икада (по броју становника) која се квалификовала, после Исланда.
Кошарка се обично игра у Тринидаду и Тобагу на факултетима, универзитетима и на разним градским кошаркашким теренима. Његов национални тим један је од најуспешнијих тимова на Карибима. На Карипском кошаркашком првенству освојио је четири узастопне златне медаље од 1986. до 1990. године.

## Национални симболи

### Застава
Заставу је изабрао комитет за независност 1962. Црвена, црна и бела симболизују топлину људи, богатство земље и воде.

### Грб
Грб је дизајнирао комитет за независност и садржи гримизни ибис (пореклом из Тринидада), кокрико (пореклом из Тобага) и колибри. На штиту се налазе три брода који представљају и Тројство и три брода којима је Колумбо пловио.

### Државна химна и народне песме
Национална химна државе близанаца је "Искована из љубави према слободи".
Друге националне песме укључују „Бог благослови нашу нацију“ и „Зоре наше нације“.

### Национални цвет
Национални цвет Тринидада и Тобага је цвет чаконије. Изабран је за национални цвет јер је аутохтони цвет који је сведочио историју Тринидада и Тобага. Такође је изабран за национални цвет због своје црвене боје која подсећа на црвену државну заставу и грб и зато што цвета око Дана независности Тринидада и Тобага.

### Националне птице
Националне птице Тринидада и Тобага су гримизни ибис и кокрико. Гримизни ибис држава чува на сигурном живећи у уточишту за птице Карони које је влада поставила за заштиту ових птица. Кокрико је аутохтонији на острву Тобаго и већа је вероватноћа да ће се видети у шуми. Колибри се сматра другим симболом Тринидада и Тобага због свог значаја за аутохтоне народе, међутим, није национална птица.

## Галерија
- Застава морнарице.
- Новац из 1962.
- Поштанске маркице.
- Тринидад и Тобаго против селекције Панаме.